# La vita breve dei coriandoli
La vita breve dei coriandoli è un singolo del cantante italiano Michele Bravi, pubblicato il 15 maggio 2020 come primo estratto dal terzo album in studio La geografia del buio.

## Descrizione
Il brano è stato scritto insieme a Federica Abbate.

## Video musicale
Il videoclip, diretto da Nicola Sorcinelli, è stato pubblicato il 20 maggio 2020 sul canale YouTube del cantante. Il video è un visual sperimentale dove per tutta la durata della canzone c’è in primo piano l’occhio verde ed espressivo dell’artista. Intorno, i toni sono scuri e cupi. L'immagine sottolinea la forza poetica del brano, che racconta come la bellezza delle cose si nasconda nelle crepe della fragilità.

## Tracce
Testi di Giuseppe Anastasi, Michele Bravi, Francesco Catitti, Federica Abbate, Cheope, musiche di Giuseppe Anastasi, Michele Bravi, Francesco Catitti, Federica Abbate.
1. La vita breve dei coriandoli – 3:28

## Classifiche
| Classifica (2020) | Posizione massima |
| ----------------- | ----------------- |
| Italia            | 39                |